# Albert Siffait de Moncourt
Albert Siffait de Moncourt est un peintre français né le 17 décembre 1858 à Nantua et mort le 14 avril 1931 à Rue.

## Biographie

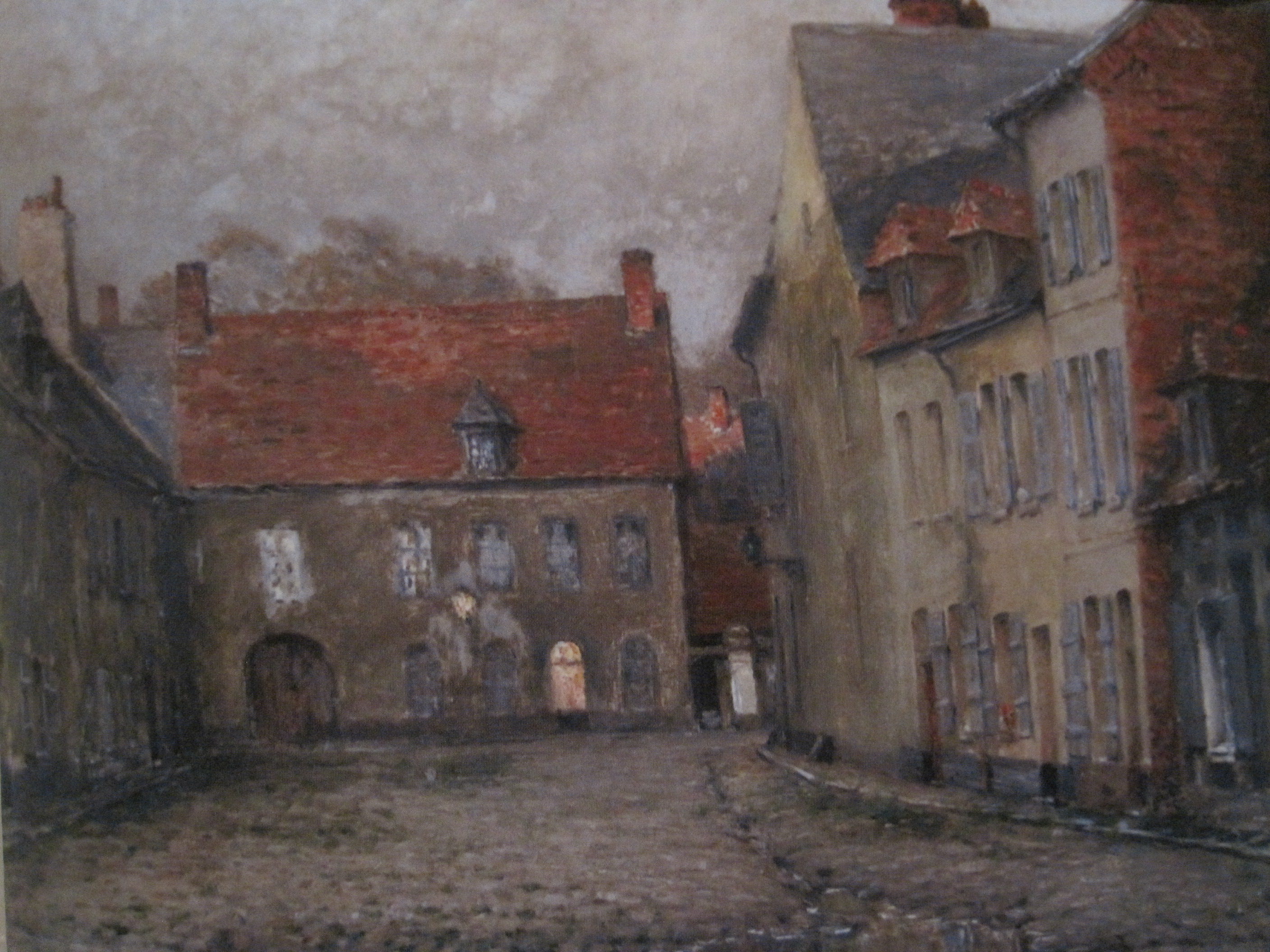
La Place Saint-Jacques.

On sait qu'il fréquenta les ateliers de Karl-Emest Lehman (1814-1882) et de Luc-Olivier Merson (1846-1920).
Entre 1882 et 1890, il produit chaque année une ou deux œuvres qui sont présentées au Salon des artistes français. En 1890, il reçoit la médaille d'honneur de ce Salon pour sa Reddition de Calais (Amiens, musée de Picardie).
Entre 1881 et 1914, il expose régulièrement dans les Salons parisiens. En 1897, il expose des tableaux à la Galerie Durand-Ruel.
Ami du peintre américain Eugène Lawrence Vail, il a fréquenté l'académie Julian comme lui et de nombreux autres Américains.
Il est grand amateur d'histoire et de patrimoine et est membre de plusieurs sociétés historique à Abbeville, à Rue. Avant la guerre, il est proche de la colonie artistique d'Étaples et de Montreuil. Il a laissé des vues d'Abbeville et d'Amiens d'une grande précision réaliste.
De 1914 à 1918, il est engagé volontairement pendant toute la durée de la Première Guerre mondiale. Il produit peu d'œuvres à cette époque, mais son carnet de guerre, retrouvé en Allemagne en 2003, est toujours conservé[Où ?].
De 1918 à 1930, il continue à exposer régulièrement dans les Salons parisiens.
Il expose à Cassel (Nord) en août 1924.
Ses obsèques ont lieu à l'église de Rue (Somme).

## Œuvres dans les collections publiques
- Le Touquet-Paris-Plage, musée du Touquet-Paris-Plage, Bourg[6], huile sur toile, 81 × 65 cm, don d'Henri Le Sidaner en 1937

## Distinctions
- Croix de guerre 1914-1918
- Médaille militaire